# Orgel der Kathedrale von Faro

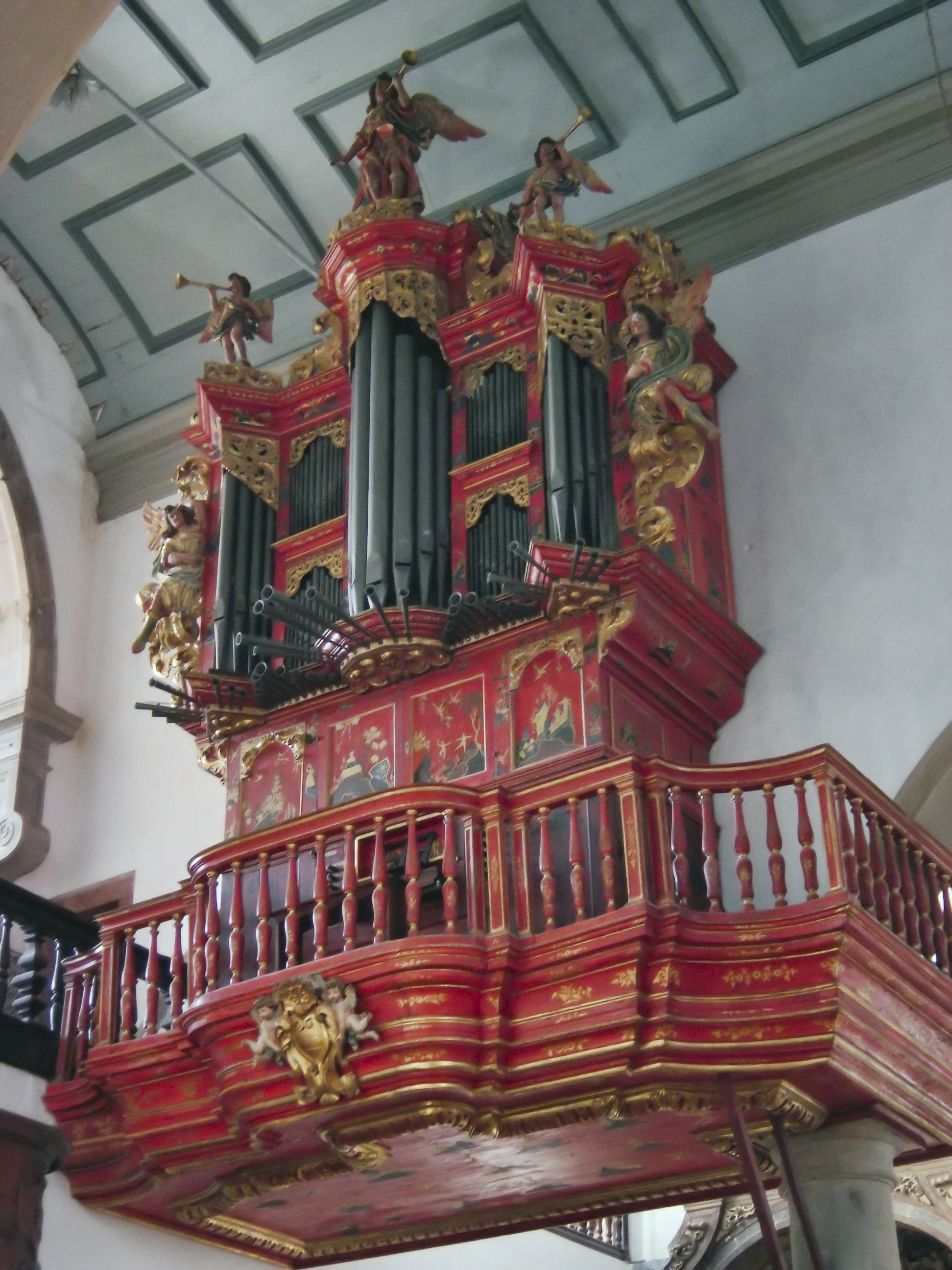
Schnitger-Orgel auf der kleinen Südempore

Die Orgel der Kathedrale von Faro im Süden Portugals wurde 1715/1716 von Arp Schnitger in seiner Hamburger Werkstatt gebaut. Sie verfügt über 25 Register, die auf zwei Manuale und Pedal verteilt sind. Das Instrument wurde von Schnitgers Schüler Johann Hinrich (H)ulenkampf aufgestellt. Das Instrument verfügte ursprünglich über 22 Register auf zwei Manualen, von denen acht vollständig und drei teilweise erhalten sind. Nach mehreren Umbauten infolge von Erdbeben hat die Orgel heute 25 Register und ein selbstständiges Pedal.

## Baugeschichte

### Neubau durch Schnitger 1715–1716
Der Schnitgerbiograf Siwert Meijer, der noch Zugang zu den originalen Aufzeichnungen Schnitgers hatte, wusste 1854 zu berichten, dass Schnitger im Jahr 1701 zwei Orgeln mit je zwölf Registern nach Portugal exportiert hat: „Zwei neue Orgeln gemacht, jede mit 12 Registern, 2 Manualen und einem Balg. Diese beiden Werke wurden nach Portugal geliefert.“ Fraglich ist, ob diese Angabe sich auf den Bau der Orgel in Faro bezieht. Gesichert ist die Tätigkeit von Schnitgers Mitarbeiter Ulenkampf (Joâo Henriques Hulencampo) in Portugal. Nicht geklärt ist, wie groß Ulenkampfs Anteil am Bau war. In Lissabon sind drei Verträge mit ihm erhalten. Ulenkampf war 1697/1698 an dem Neubauprojekt in Golzwarden beteiligt und versah während dieser Zeit an einigen Sonntagen den Organistendienst im benachbarten Oldenbrok. Im Jahr 1703 ist er als Geselle beim Orgelneubau in der Magdeburger Sankt-Jakobi-Kirche nachweisbar. Ab 1711 wirkte er in Lissabon, wo 1725 ein Neubau für die Carmel-Kirche entstand.
Bei der Orgel in Faro sind Hauptwerk und Brustpositiv in einem Gehäuse untergebracht, das nur etwas breiter als das Untergehäuse ist. Der polygonale Mittelturm wird von zwei Spitztürmen flankiert. Zweigeschossige Flachfelder mit einer profilierten Kämpferleiste vermitteln zwischen den Türmen. Die oberen Pfeifenfelder stellen Attrappen dar; nur die unteren Pfeifen sind klingend. Die seitlichen Blindflügel mit geschwungenen Akanthusranken umschließen zwei große Engelfiguren. Drei Trompete blasende Engel bekrönen die Pfeifentürme. Die ursprüngliche Disposition ist nicht bekannt, scheint aber der des Schwesterinstruments in Mariana geähnelt zu haben, das Schnitger um 1712 für Lissabon gebaut hatte und das 1752 nach Mariana gelangte.

### Spätere Arbeiten
Infolge des Erdbebens von Lissabon 1755 ging zumindest eines der Lissaboner Instrumente verloren. Die Orgel in Faro scheint bereits 1722 durch ein Erdbeben schwer beschädigt worden zu sein, als der Chorbogen einstürzte. Sie wurde daraufhin in den Westteil der Kirche auf eine kleine Südempore verlegt, die an die Westempore anschließt. Ein unbekannter Orgelbauer aus Tavira arbeitete 1743/1745 an dem Instrument. 1751/1752 bemalte Francisco Coreira de Silva aus Tavira Empore und Orgel mit Chinoiserien. Nach den Erdbeben von 1753 und 1755 setzte der aus Italien stammende Orgelbauer Pasquale Gaetano Oldovini aus Évora die Orgel 1767 wieder instand. Die Register des Brustwerks blieben anscheinend von den Zerstörungen verschont, während das Hauptwerk fast vollständig unter Verwendung des alten Pfeifenmaterials erneuert werden musste. Das beschädigte Hauptwerkgehäuse wurde wiederhergestellt. Die vergoldeten Schnitzereien mit durchbrochenem Rankenwerk über den Pfeifenfeldern stammen von Oldovini. Oldovini änderte die Disposition, indem er Register ersetzte und ergänzte. Er baute eine Horizontaltrompete ein und veränderte hierfür das untere Kranzgesims des Hauptwerks und erweiterte die Windlade. Das Pedal erhielt eine neue Klaviatur mit neun statt vormals 22 Tasten, ein eigenes Register auf zwei kleinen Pedalladen seitlich im Hauptwerkgehäuse und eine neue Koppel. Die Manualkoppel wird seit 1767 durch zwei Registerzüge bedient.
Eine schwer lesbare Inschrift von 1874 in einer Seitenfüllung im Obergehäuse gibt Aufschluss über die Geschichte der Orgel: „Diese Orgel / [wurde] bestellt / [vom] Domkapitel dieser Kathedrale / im Jahre 1715 bei dem [Orgel] / Macher João Henriques, wohnhaft / [in] Lissabon, der kam / [um sie zu installieren] in 1716. / [Sie] wurde 1767 vergrößert / mit einer Reihe [von] / [Re]gistern, unter denen / das Echo und das Kontra Echo [waren] / durch den Orgelbauer Pascoal. / Sie wurde gereinigt und gestimmt in den [Jahren] / 1722, 1775, 1814 und kürzlich / während des Monats August 1874, [durch] / den spanischen Orgelbauer D. Francis/co Alcaide. / Im Unterteil lasse ich [… / …] / C. David / /“.
Weitere kleine Veränderungen wurden im 19. und zu Beginn des 20. Jahrhunderts durchgeführt.

### Restaurierungen
Die Orgel wurde 1972–1973 durch Dirk Andries Flentrop restauriert. Er stellte die Disposition von 1767 wieder her und machte die Veränderungen des 19. Jahrhunderts und frühen 20. Jahrhunderts wieder rückgängig. Die Orgel erhielt eine neue Windanlage und eine gleichstufige Stimmung. Nach der Renovierung der Kirche restaurierte der portugiesische Orgelbauer Dinarte Machado die Orgel im Jahr 2006. Er rekonstruierte zwei mehrfaltige Keilbälge hinter der Orgel und legte eine ungleichstufige Stimmung (Kellner). Die Restaurierung bestätigte die Zuweisung an Schnitger.

## Disposition seit 1767
| I Hauptwerk CDEFGA–c3   |                     |        |     |
| Portugiesischer Name    | Übersetzung         |        |     |
| Flautado de 12          | Prinzipal           | 08′    | O   |
| Flautado de 24          | Bordun              | 16′0   | S/O |
| Bordão                  | Gedackt             | 08′    | S/O |
| Voz humana m.d.         | Vox celeste D       | 08′    | O   |
| Octava Real             | Oktave              | 04′    | O   |
| Quinta Real             | Quinte              | 2 ⁄3′  | O   |
| Quinta Décima           | Superoktave         | 02′    | O   |
| Décima Sétima           | Terz                | 1 3⁄5′ | O   |
| Cheio 1.°               | Rauschpfeife II B   |        | O   |
| Cheio 2.°               | Mixtur IV           |        | O   |
| Corneta Real m.d.       | Cornett V D         | 04′    | O   |
| Trombeta Real m.e.      | Trompete B          | 08′    | O   |
| Trombeta de Marcha m.e. | Trompete Chamade B0 | 04′    | O   |
| Clarim m.d.             | Clairon Chamade D   | 04′    | O   |

| II Brustpositiv CDEFGA–c3     |                    |       |     |
| Portugiesischer Name          | Übersetzung        |       |     |
| Flautado de 12                | Gedackt            | 08′0  | S   |
| Flautado de 6                 | Gedacktflöte       | 04′   | S   |
| Flautilha de mão direita m.d. | Spitzflöte         | 04′   | S   |
| Quinta Decima                 | Oktave             | 02′   | S   |
| Décima Nona                   | Quinte             | 1 ⁄3′ | S   |
| Vegésima Segunda              | Oktave             | 01′   | S   |
| Cornetilha de ecos m.e.       | Sesquialtera II B0 |       | S   |
| Cheio de mão direita m.d.     | Mixtur II D        |       | S   |
| Cheio de mão esquerde m.e.    | Mixtur III B       |       | S/O |
| Cornetilha de ecos m.d.       | Cornett III D      |       | O   |

| Pedal CDEFGA–d0      |             |      |   |
| Portugiesischer Name | Übersetzung |      |   |
| Contrabaixo de 24    | Subbass     | 16′0 | O |

- Koppeln: Schiebekoppel II/I (O), I/P (angehängt)
- Nachtigall, 2 Trommeltöne im Pedal

Anmerkungen
S = Schnitger (1715/1716)
O = Oldovini (1767)

## Technische Daten
- 25 Register, 36 Pfeifenreihen.
- Windversorgung:

  - Blasbälge: 2 Keilbälge (Oldovini/Machado)
  - Winddruck: 66,5 mmWS
- Windladen (Schnitger)
- Traktur:
  - Klaviaturen: Manuale (Schnitger), Pedal (Oldovini)
  - Tontraktur: Mechanisch (Manuale: Schnitger, Pedal: Oldovini)
  - Registertraktur: Mechanisch (Schnitger)
- Stimmung:
  - ungleichstufige Stimmung
  - Tonhöhe: a1 = 426 Hz